# 岡本車站 (栃木縣)

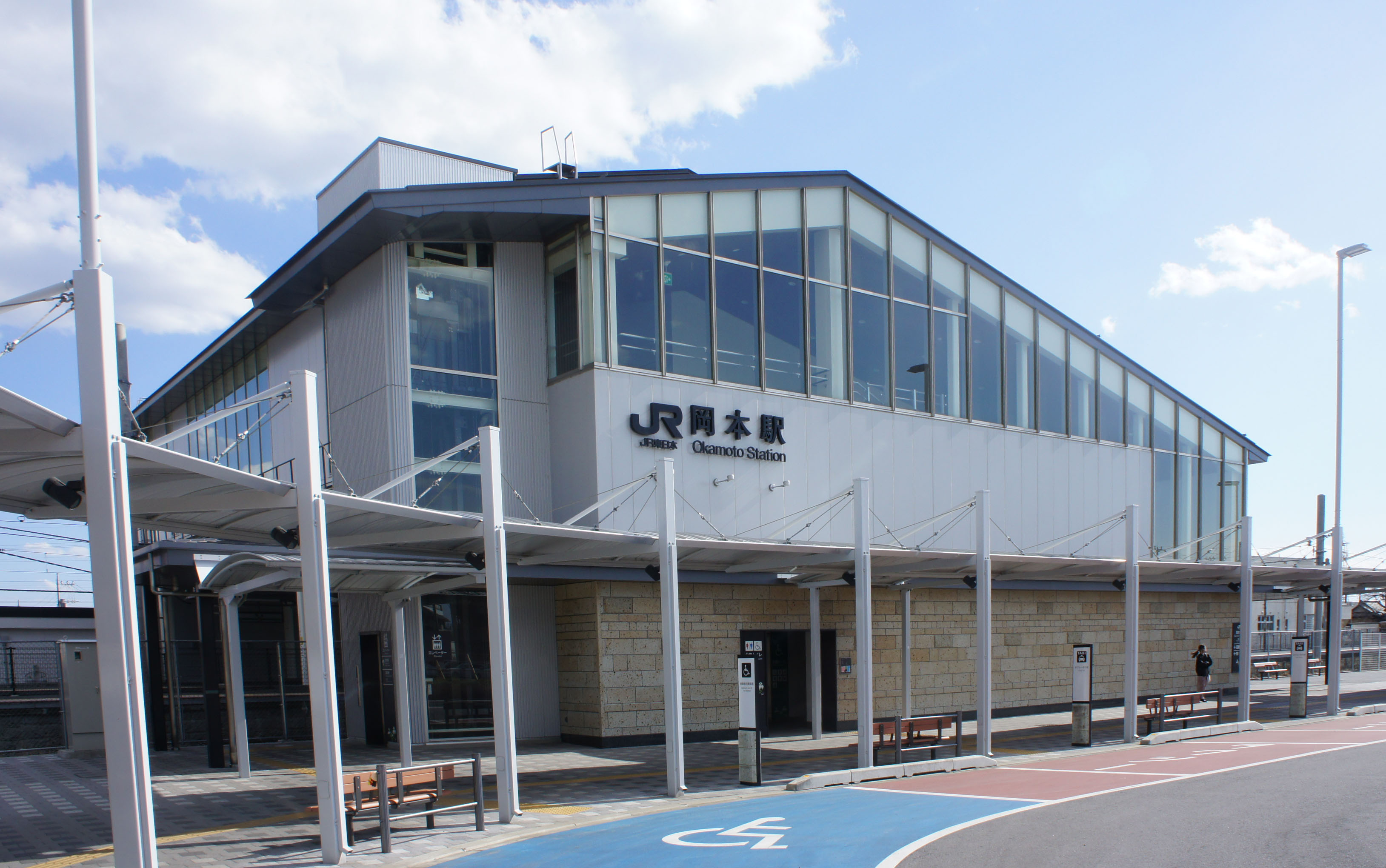
西口（2019年3月）

岡本車站（日语：／ Okamoto eki */?）是由東日本旅客鐵道（JR東日本）所經營的鐵路車站，位於日本栃木縣宇都宮市下岡本町，是JR東日本宇都宮線沿線的車站（但在正式路線規劃上，其實是東北本線的一站）。除了宇都宮線上的列車外，由於烏山線上的列車是以宇都宮車站為折返點，因此介於烏山線起點的寶積寺車站與宇都宮車站之間的岡本，也連帶成為烏山線列車的停車站之一。

## 車站構造
本站月台位於地面，採島式月台2面4線設計。但實際上只使用2號和4號月台，而1號和3號月台均被裝上欄杆。

### 月台配置
| 月台 | 路線                          | 方向 | 目的地                                                 |
| ---- | ----------------------------- | ---- | ------------------------------------------------------ |
| 2    | ■宇都宮線（東北本線） ■烏山線 | 上行 | 宇都宮、大宮、東京、橫濱、大船方向 （包括■上野東京線） |
| 4    | ■宇都宮線（東北本線）         | 下行 | 氏家、矢板、黑磯方向                                   |
| 4    | ■烏山線                       | 下行 | 仁井田、大金、烏山方向                                 |

（來源：JR東日本:車站構內圖 （页面存档备份，存于））

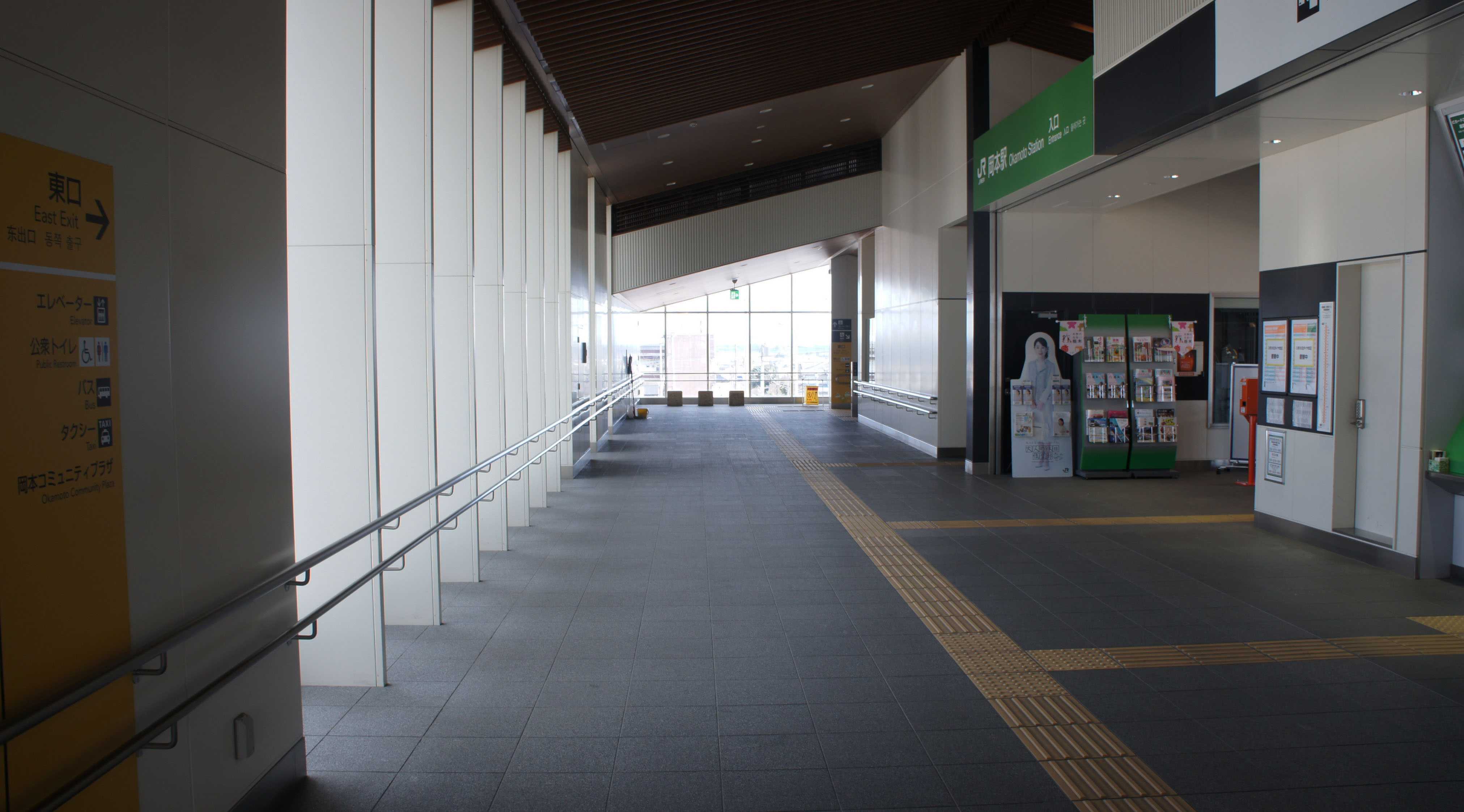
東西通道（2019年3月）
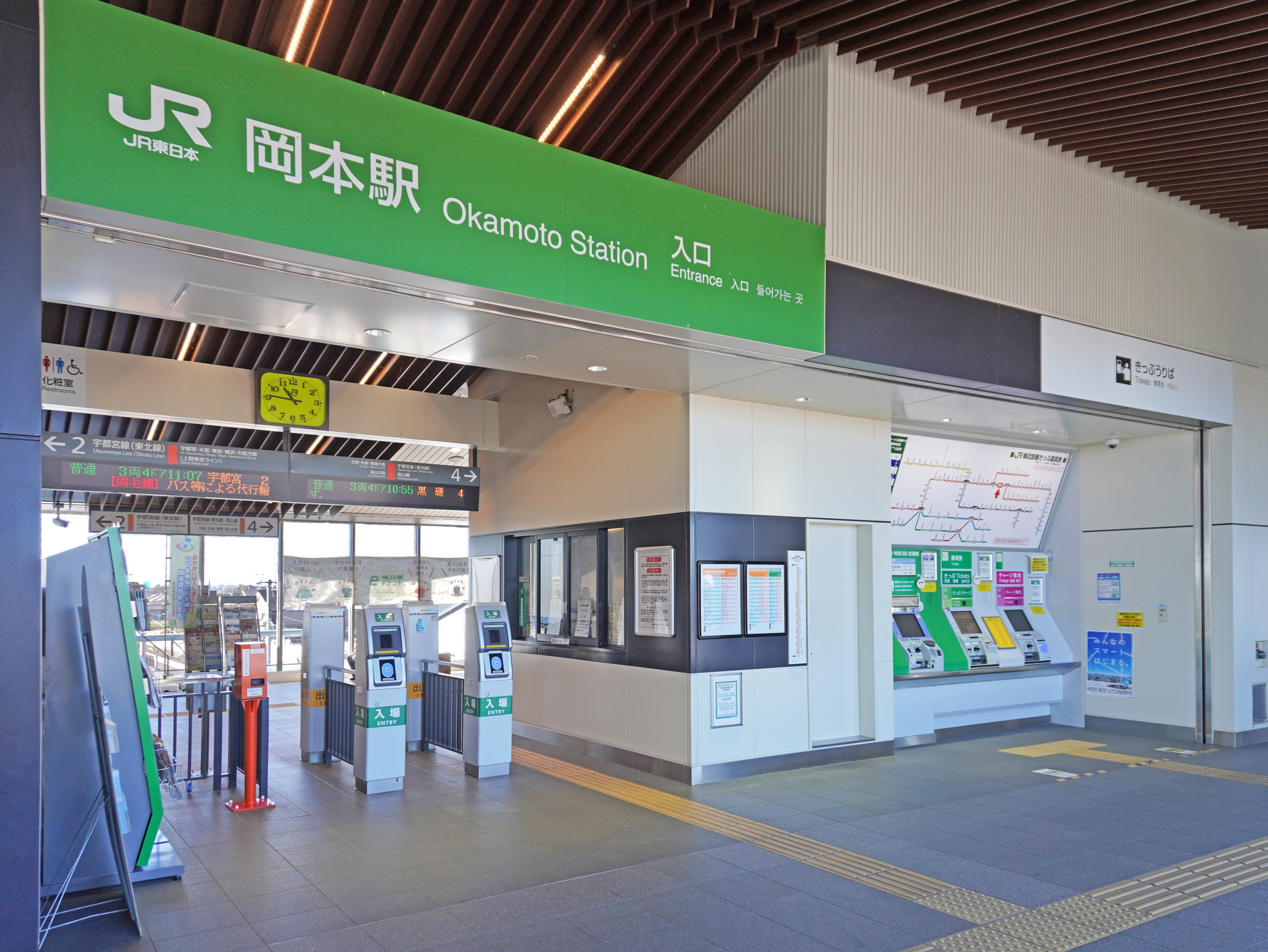
驗票口（2022年11月）
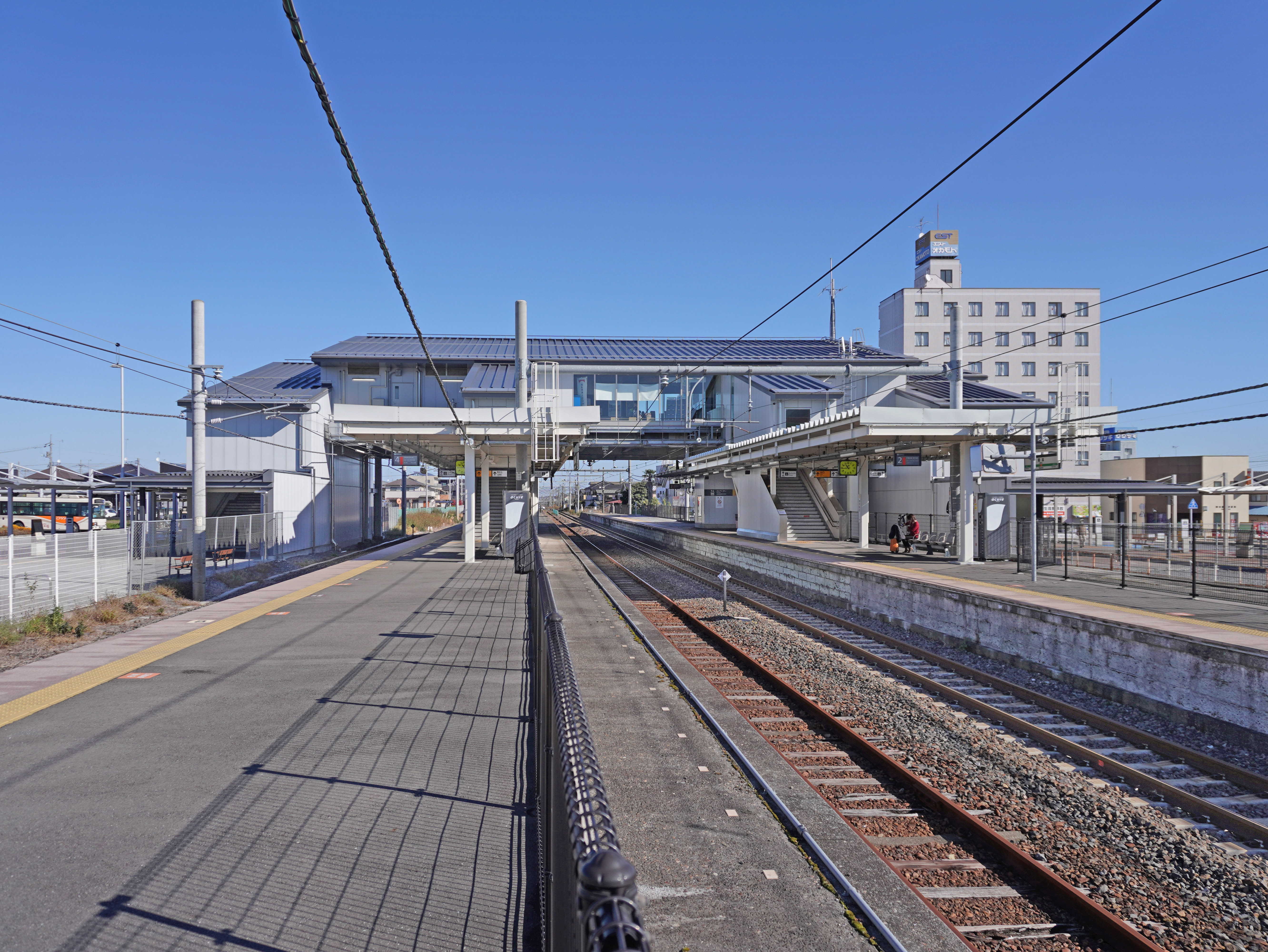
月台（2022年11月）

## 使用情況
根據JR東日本，2019年（令和元年）度1日平均上車人次為2,704人。站舍改建為跨站式後有增加傾向。
近年的推移如下表。
| 上車人次推移       | 上車人次推移     | 上車人次推移    |
| 年度               | 1日平均 上車人次 | 來源            |
| ------------------ | ---------------- | --------------- |
| 2000年（平成12年） | 2,059            | [ 利用客数 2 ]  |
| 2001年（平成13年） | 2,078            | [ 利用客数 3 ]  |
| 2002年（平成14年） | 1,967            | [ 利用客数 4 ]  |
| 2003年（平成15年） | 1,943            | [ 利用客数 5 ]  |
| 2004年（平成16年） | 1,892            | [ 利用客数 6 ]  |
| 2005年（平成17年） | 1,907            | [ 利用客数 7 ]  |
| 2006年（平成18年） | 1,882            | [ 利用客数 8 ]  |
| 2007年（平成19年） | 1,909            | [ 利用客数 9 ]  |
| 2008年（平成20年） | 1,902            | [ 利用客数 10 ] |
| 2009年（平成21年） | 1,808            | [ 利用客数 11 ] |
| 2010年（平成22年） | 1,809            | [ 利用客数 12 ] |
| 2011年（平成23年） | 1,840            | [ 利用客数 13 ] |
| 2012年（平成24年） | 1,918            | [ 利用客数 14 ] |
| 2013年（平成25年） | 1,945            | [ 利用客数 15 ] |
| 2014年（平成26年） | 1,896            | [ 利用客数 16 ] |
| 2015年（平成27年） | 1,994            | [ 利用客数 17 ] |
| 2016年（平成28年） | 2,059            | [ 利用客数 18 ] |
| 2017年（平成29年） | 2,432            | [ 利用客数 19 ] |
| 2018年（平成30年） | 2,659            | [ 利用客数 20 ] |
| 2019年（令和元年） | 2,704            | [ 利用客数 21 ] |

## 相鄰車站
東日本旅客鐵道
■宇都宮線、■烏山線
■通勤快速、■快速「Rabbit」、■普通
宇都宮－岡本－寶積寺

### 使用情況
1. ↑  . 東日本旅客鉄道.   [2019-07-11]. （原始内容存档于2019-07-05）.
2. ↑  . 東日本旅客鉄道.   [2019-02-13]. （原始内容存档于2019-03-27）.
3. ↑  . 東日本旅客鉄道.   [2019-02-13]. （原始内容存档于2019-03-27）.
4. ↑  . 東日本旅客鉄道.   [2019-02-13]. （原始内容存档于2019-03-27）.
5. ↑  . 東日本旅客鉄道.   [2019-02-13]. （原始内容存档于2019-03-27）.
6. ↑  . 東日本旅客鉄道.   [2019-02-13]. （原始内容存档于2019-03-27）.
7. ↑  . 東日本旅客鉄道.   [2019-02-13]. （原始内容存档于2019-03-27）.
8. ↑  . 東日本旅客鉄道.   [2019-02-13]. （原始内容存档于2019-03-27）.
9. ↑  . 東日本旅客鉄道.   [2019-02-13]. （原始内容存档于2019-04-02）.
10. ↑  . 東日本旅客鉄道.   [2019-02-13]. （原始内容存档于2019-03-27）.
11. ↑  . 東日本旅客鉄道.   [2019-02-13]. （原始内容存档于2019-03-27）.
12. ↑  . 東日本旅客鉄道.   [2019-02-13]. （原始内容存档于2019-03-27）.
13. ↑  . 東日本旅客鉄道.   [2019-02-13]. （原始内容存档于2019-03-27）.
14. ↑  . 東日本旅客鉄道.   [2019-02-13]. （原始内容存档于2018-10-26）.
15. ↑  . 東日本旅客鉄道.   [2019-02-13]. （原始内容存档于2016-04-04）.
16. ↑  . 東日本旅客鉄道.   [2019-02-13]. （原始内容存档于2019-03-27）.
17. ↑  . 東日本旅客鉄道.   [2019-02-13]. （原始内容存档于2019-03-23）.
18. ↑  . 東日本旅客鉄道.   [2019-02-13]. （原始内容存档于2017-07-29）.
19. ↑  . 東日本旅客鉄道.   [2019-02-13]. （原始内容存档于2019-03-22）.
20. ↑  . 東日本旅客鉄道.   [2019-07-11]. （原始内容存档于2019-07-05）.
21. ↑  . 東日本旅客鉄道.   [2020-07-10]. （原始内容存档于2020-07-10）.

## 外部連結
- 車站資訊（岡本）：東日本旅客鐵道

36°35′53.65″N 139°56′40.21″E / 36.5982361°N 139.9445028°E